# 东北航空
东北航空（Northeast Airlines），结业前是一家位于辽宁沈阳的中国航空公司，其基地为沈阳桃仙国际机场。

## 历史
东北航空创立于2006年，于2007年11月8日正式开航，是由沈阳中瑞投资有限公司、四川航空集团公司、沈阳市政府国有资产监督管理委员会、辽宁寰江实业有限公司4家股东共同投资组建，投资总额3.6亿元人民币，注册资金1.6亿元人民币。公司总部和主营基地设在沈阳桃仙国际机场，主要经营国内客、货、邮航空运输及相关业务，视情扩展通用航空业务，将逐步发展成为干、支线航空运输相结合，城乡服务于一体的综合性航空企业。公司运营初始阶段投入一架A319、两架ERJ145支线飞机。首期开通的航线为沈阳至哈尔滨、佳木斯、牡丹江、齐齐哈尔、青岛、烟台、天津等支线航线以及沈阳至成都、重庆、温州等干线航线。
东北航空公司成立于2006年2月，
2007年11月8日14时50分，东北航空有限公司的空客A319型飞机顺利首航沈阳—天津—成都航线。
2009年12月，东北航空陷入经营危机，停飞所有沈阳的航线。在广西地方和桂林机场的大力邀请下，东北航从沈阳“南飞”桂林，成为继南方航空之后桂林机场的第二家基地航空公司。
东北航空“南飞”桂林后，以提供包机服务的运营方式，相继与广西机场合作开通了桂林—百色、桂林—北海、桂林—南宁—三亚等6条支线航班。得益于广西经济的快速发展和区内支线航空需求，东北航空公司在桂林机场的运营和销售较为火爆。2010年上半年，还曾经一度传出“东北航空将更名为桂林航空”的消息。而另一方面，辽宁省也表示，当地仍希望东北航空留在辽宁发展，向其注资1亿元，改善其经营困境。辽宁机场也表示，如果东北航空移师广西，辽宁省将失去本土航空公司，不利于建设沈阳航空枢纽，因此各方均希望东北航空留在本地。在桂林机场设置运营基地仅半年的东北航空有限公司将于2010年6月上旬正式撤销桂林基地并将整体北迁。但北迁回的不再是沈阳，大股东四川航空与河北冀中能源集团合作，重组东北航空。6月21日，东北航空更名为河北航空。

## 机队
- 空中客车A319-132：1架（B-6170）
- ERJ145LR：2架（B-3040，B-3041）